# Phytomyza akebiae
Phytomyza akebiae este o specie de muște din genul Phytomyza, familia Agromyzidae, descrisă de Mitsuhiro Sasakawa în anul 1954. Conform Catalogue of Life specia Phytomyza akebiae nu are subspecii cunoscute.